# قلورية

مقاطعات قلورية

قِلَّوْرِيَة ويقال قَلَوْرِيَة (بالإيطالية: Calabria)‏ إقليم هو شبه جزيرة في جنوب إيطاليا. يسكنها نحو مليوني إنسان، وفيها يزرع البصل الأحمر المعروف منذ عصور قديمة بالقلوريّ. ذكرها أبو عبد الله الحموي الرومي في معجمه قال:
تبلغ مساحتها 15.082 كيلومتر مربع. وهو على شكل شبه جزيرة يحيط به شرقا البحر الأيوني وغربا بحر طرانة يحده من الشمال إقليم بزلكاتة ويفصله عن صقلية مضيق مسينة، عاصمته قطنصار، وتتكون من خمسة المقاطعات وهي:
- مقاطعة قطنصار
- مقاطعة كُزِنسة
- مقاطعة كروتوني
- مقاطعة رية قلورية
- مقاطعة فيبو فالينتيا

## أهم المدن
|   | المدينة           | الاسم بالإيطالية   | المقاطعة      | السكان  |
| - | ----------------- | ------------------ | ------------- | ------- |
| 1 | رية قلورية        | Reggio Calabria    | رية قلورية    | 184.504 |
| 2 | قطنصار            | Catanzaro          | قطنصار        | 95.099  |
| 3 | كُزنسة             | Cosenza            | كُزنسة         | 72.998  |
| 4 | لاميتسيا تيرمي    | Lamezia Terme      | قطنصار        | 70.501  |
| 5 | كروتوني           | Crotone            | كروتوني       | 60.517  |
| 6 | كوريليانو كالابرو | Corigliano Calabro | كُزنسة         | 38.739  |
| 7 | روسانو            | Rossano            | كُزنسة         | 36.582  |
| 8 | ريندي             | Rende              | كُزنسة         | 35.221  |
| 9 | فيبو فالينتيا     | Vibo Valentia      | فيبو فالينتيا | 33.957  |

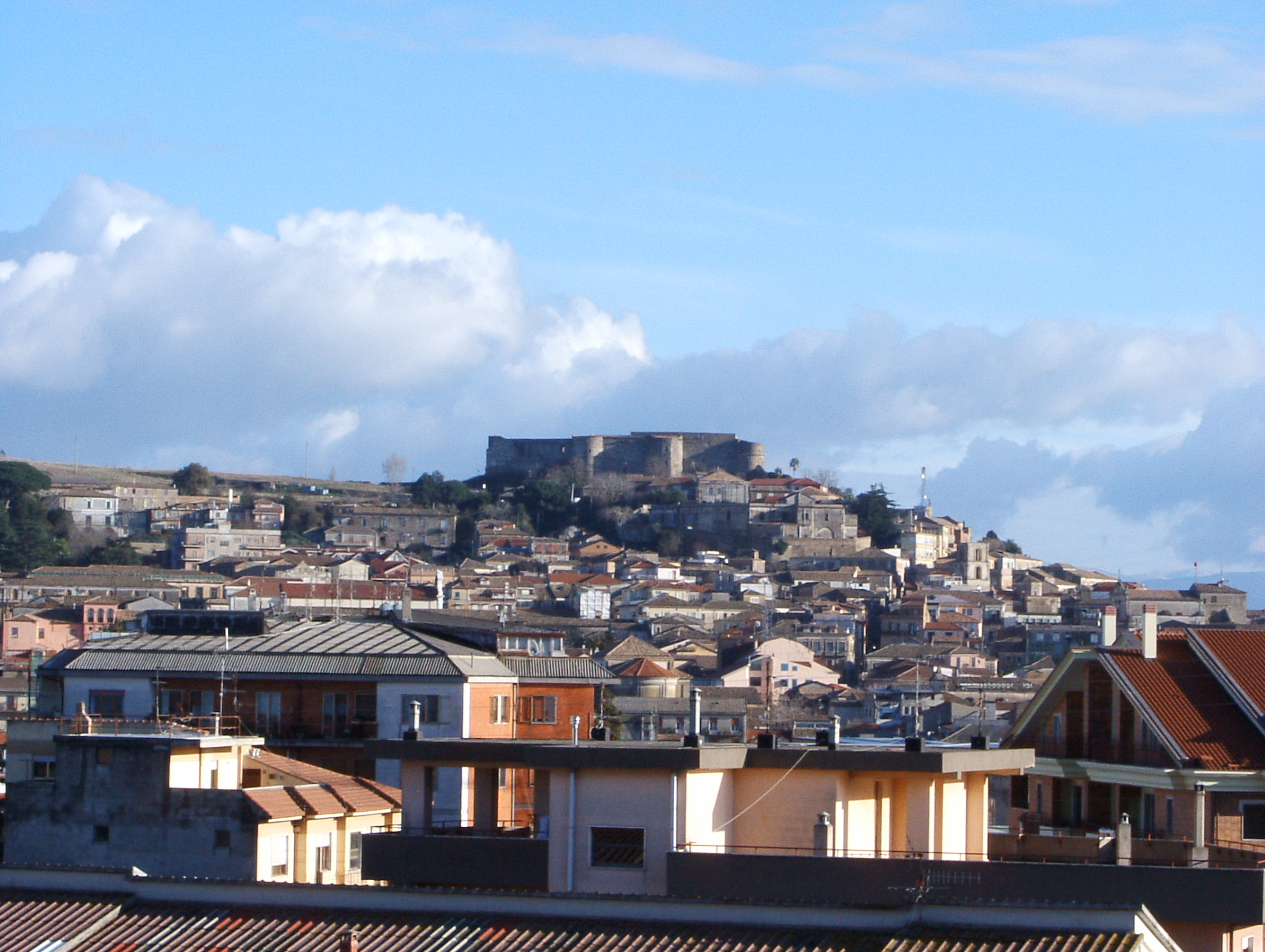
فيبو فالينتيا
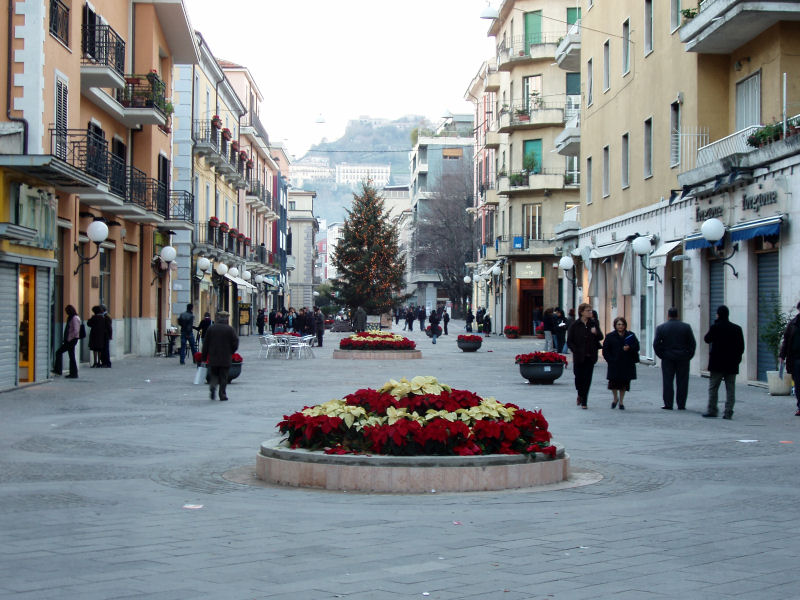
كوزنسا
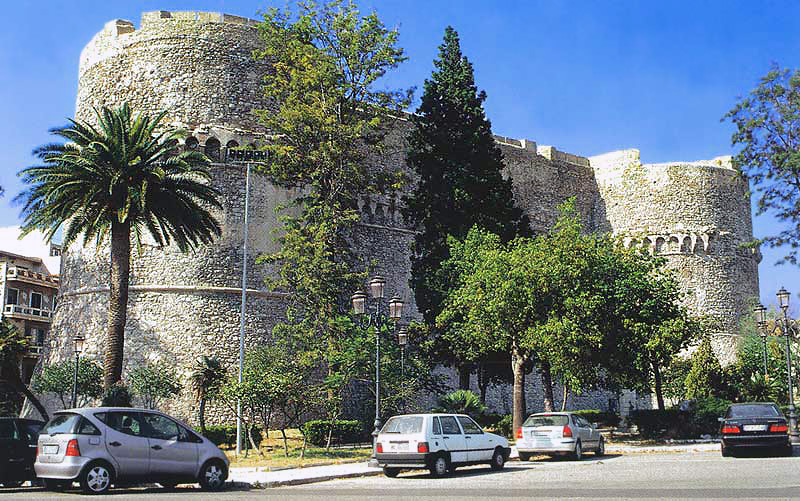
القلعة الأراغونية- ريو قلورية
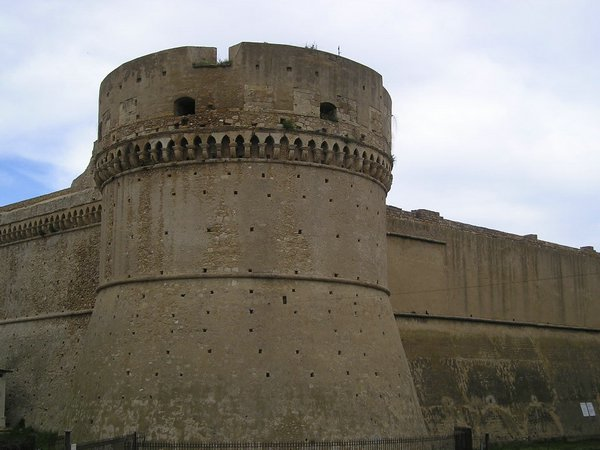
قلعة قارلة الخامس - كروتوني
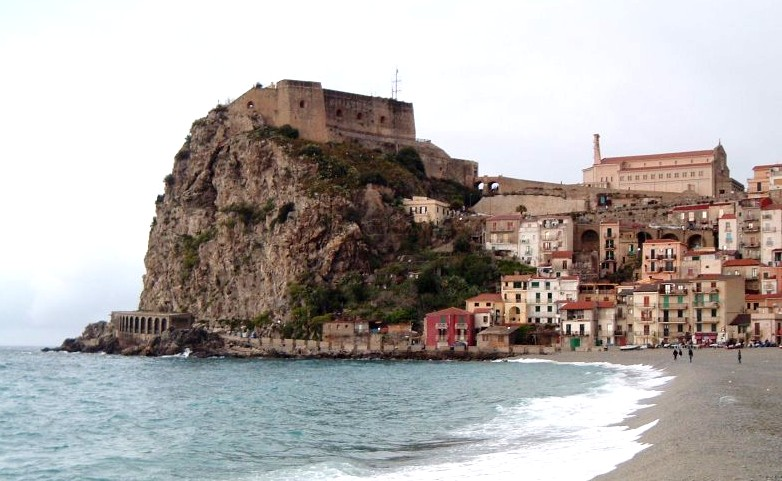
قلعة روفو - شيلا (ريو قلورية)
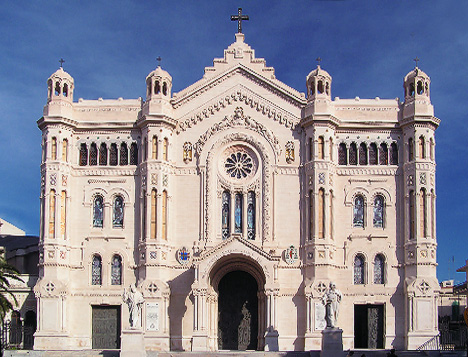
كاتدرائية ريو قلورية

## توأمة
لقلورية اتفاقيات توأمة مع كل من:
- بوينس آيرس
- عمان (2003 - )

## أعلام
- ريس كويرو
- كارميلو باربييري
- توني غراندي
- ماريو سيرجيو
- روجر الأول كونت صقلية
- روكو كوميسو